# Самоједски народи
Самоједски народи су породица народа староседелаца руског западног Сибира. Језици ових народа припадају самоједској породици језика, која са угро-финским језицима чини уралску групу језика.

## Име
Име породице народа Самоједи потиче од руске речи самодин (рус. самодин) или самојед (рус. самоеды), што је према неким изворима увредљив термин, а према другим то није.

## Народи
- Самоједи:
  - Северни Самоједи:
    - Нганасани
    - Енци (Енеци )
    - Ненци (Ненеци)
    - Јурати

  - Јужни Самоједи:
    - Селкупи
    - Сајански Самоједи:
      - Камасинци (Камаси, Камасини)
        - Камасинци (у ужем смислу)
        - Којбали (Којбалци)

      - Матори (Маторци, Мотори, Моторци)
        - Матори (у ужем смислу)
        - Карагаси
        - Тајгијци (Тајги)

      - Сојоти

Само 4 самоједска народа су опстала до 21. века, то су: Ненци, Енци, Нганасани и Селкупи. Остале народе су асимиловали Руси, туркијски народи (већину су асимиловали Хакаси), Бурјати (асимиловали су Сојоте) и Ненци (асимиловали су Јурате).